# Lucius Aelius Stilo Praeconinus
Lucius Aelius Stilo Praeconinus (Kr. e. 156 körül – Kr. e. 76 körül) lovagrendű római szónok és az egyik első római grammatikus volt. Praeconinus utónevét onnan kapta, hogy apja praeco (kikiáltó) volt; a Stilo nevet pedig írásaival érdemelte ki. A politika terén az arisztokratikus optimata párt híve volt, Kr. e. 100-ban követte a Saturninus által száműzetésbe küldött Quintus Caecilius Metellus Numidicust Rodoszra, és kétségkívül a következő évben vele együtt tért vissza onnan Rómába.
Stilo nem vett részt a közéletben, nem tartott beszédeket, pusztán tanította a retorikát, illetve mások (Metellus, Quintus Caepio, Quintus Pompeius Rufus, Cotta) számára írt beszédeket, megélhetését e két tevékenységből fedezte. Coelius Antipater neki ajánlotta történeti munkáját, Cicero pedig említést tesz arról egy helyen, hogy fiatal korában még hallotta őt szónokolni. Kitűnő ismerője volt úgy a latin, mint a görög irodalomnak, őt tekintik a latin irodalomtudomány első jeles képviselőjének. Elsősorban a régi latin irodalmat tanulmányozta. Kísérletet tett az ólatin Carmina Sularia homályos szövegének megfejtésére az „Interpretatio carminum saliorum” (A Carmina Sularia magyarázata) című munkájában, másik jelentős műve az „Index comoediarum Plautinarum” (Plautus komédiáinak jegyzéke), melyben Plautus 25 komédiáját fogadta el hitelesnek. Kommentárokat írt a XII táblás törvényhez, valamint  a Saliusok énekeihez. Művei sajnos néhány töredék kivételével elvesztek. Egyesek szerint a Caius Herenniushoz írt, Cicero neve alatt fennmaradt beszéd az ő alkotása.